# Leptogenys incisa
Leptogenys incisa é uma espécie de formiga do gênero Leptogenys, pertencente à subfamília Ponerinae.